# 松田医薬品
松田医薬品株式会社（まつだいやくひん）は、高知県高知市に本社を置く、医薬品・衛生材料・食品・医療機器等の卸販売をおこなう企業である。

## 沿革
- 1947年（昭和22年）10月 - 高知県吾川郡伊野町（現在の吾川郡いの町）にて松田博愛堂薬局として営業開始。
- 1948年（昭和23年）4月 - 株式会社松田博愛堂を設立。
- 1953年（昭和28年）1月 - 現在の社名に変更。

## 営業所・出張所
- 高知県 - 高知営業所、宿毛営業所
- 徳島県 - 徳島営業所
- 香川県 - 香川営業所（高松市）
- 愛媛県 - 松山営業所（伊予市）、宇和島営業所
- 宮崎県 - 宮崎営業所（都城市）
- 鹿児島県 - 鹿児島営業所（出水郡長島町）、国分出張所（霧島市）

## 工場
- 高知県南国市左右山

## 主な取引メーカー (順不同）

### 畜産薬・水産薬の部
- 株式会社インターベット
- MeijiSeikaファルマ株式会社
- DSファーマアニマルヘルスケア株式会社
- 東亜薬品工業株式会社
- あすか製薬株式会社
- 住友化学株式会社
- 上野製薬株式会社
- 佐藤製薬株式会社
- コーキン化学株式会社
- ファイザー株式会社
- フジタ製薬株式会社
- バイエル薬品株式会社
- 共立製薬株式会社
- 田村商事株式会社
- 日本全薬工業株式会社
- ベーリンガーインゲルハイム
- 理研畜産化薬株式会社
- ベトメディカジャパン
- バイオ化学株式会社
- 森乳サンワールド株式会社
- 株式会社片山化学工業研究所
- アース製薬株式会社

### 動物用ワクチンの部
- 日生研株式会社
- 一般財団法人化学及血清療法研究所
- 株式会社微生物化学研究所
- 松研薬品工業株式会社
- 北里薬品産業株式会社

### 器具機材・飼料の部
- 富士平工業株式会社
- 大脇工業株式会社
- 株式会社四国チューチク
- 株式会社中嶋製作所
- 株式会社オカドハザック
- 東洋電化工業株式会社
- 日清丸紅飼料株式会社
- 株式会社養日化学研究所
- 日本農産工業株式会社
- ニッチク薬品工業株式会社
- 日本配合飼料株式会社
- 坂本飼料株式会社
- 小野田化学工業株式会社
- ミヤコ化学株式会社
- 農研テクノ株式会社
- ラクトー酵素有限会社
- アンデス貿易株式会社